# Швецов, Иван Кузьмич
Иван Кузьмич Швецов (15 января 1923 — 2 ноября 2001) — советский хозяйственный, государственный и политический деятель. Русский

## Биография
Родился 15 января 1923 года в селе Ижевском Рязанской области. В 1941 году окончил среднюю школу, в 1948 — Архангельскую областную партийную школу, в 1959 году Ленинградскую высшую партийную школу при ЦК КПСС.
В октябре 1941 года призван в Красную армию. Воевал на Калининском, Волховском, Ленинградском, 3-м Прибалтийском, 2-м Карельском и 1-м Белорусском фронтах. Участник прорыва Ленинградской блокады в январе 1943 году (операция «Искра») и окончательного снятия блокады. Участвовал в освобождении Польши и Германии, участник десанта на острове Борнхольм (Дания) в мае 1945 года. С 1946 года — на хозяйственной, общественной и политической работе. В 1946—1985 гг. — cекретарь Устьянского РК комсомола, заведующий отделом, секретарь Устьянского РК ВКП(б), председатель Устьянского РИКа, первый секретарь Плесецкого РК КПСС, первый секретарь Ненецкого ОК КПСС.
Награжден орденами Красной Звезды, Славы III степени, Отечественной войны I степени, Трудового Красного Знамени в 1965 году, Октябрьской Революции в 1971 году, большой серебряной в 1966 и большой золотой в 1969 медалями ВДНХ, дипломом Почета главвыставкома ВДНХ в 1969 году.
Умер в Архангельске в 2001 году.

## Память
Именем Ивана Швецова названа улица в Нарьян-Маре.